# John Le Mesurier
John Le Mesurier (5 de abril de 1912 – 15 de noviembre de 1983) fue un actor inglés, conocido principalmente por su encarnación del Sargento Arthur Wilson en la serie de la BBC Dad's Army.

## Carrera
Su verdadero nombre era John Charles Elton Le Mesurier De Somerys Halliley, y nació en Bedford, Inglaterra. Sus padres eran, Charles Elton Halliley, un abogado, y Amy Michelle Le Mesurier, que descendía de una antigua familia de Alderney, en las Islas del Canal. Le Mesurier cursó sus primeros estudios en la Sherborne School, y empezó a estudiar la interpretación a los 20 años, usando el apellido de su madre (común en las Islas del Canal) Le Mesurier como nombre artístico. 
Fue destinado al Royal Tank Regiment en 1941, y sirvió en el Reino Unido y en India durante la Segunda Guerra Mundial, alcanzando el grado de capitán.
Le Mesurier actuó en más de 100 filmes, incluyendo Private's Progress (1956), Brothers in Law (1957), Carlton-Browne of the F.O. (1959), I'm All Right Jack (1959), The Hound of the Baskervilles (1959), Doctor in Love (1960), The Pure Hell of St Trinian's (1960), The Wrong Arm of the Law (1963), La Pantera Rosa (1963), Our Man in Marrakesh (1966), The Wrong Box (1966), Un trabajo en Italia (1969), Dad's Army (1971) y The Alf Garnett Saga (1972). En Ben-Hur (1959) hizo un cameo sin acreditar en el papel de un médico. También intervino en parte de los títulos de Tony Hancock, así como en muchos episodios de su serie televisiva. Su última película completa fue The Fiendish Plot of Dr. Fu Manchu en 1980, junto a Peter Sellers. 
El papel televisivo y radiofónico más conocido de Le Mesurier fue el de Sargento Arthur Wilson en Dad's Army entre 1968 y 1977. Aceptó el papel al saber que Clive Dunn, con quien había trabajado en el Teatro Players, iba a interpretar al Cabo Jones. 
Hizo una actuación memorable en la pieza de Dennis Potter Traitor (1971), con la cual ganó el premio al "Mejor Actor Televisivo" de la Society of Film and Television Arts. Tras el éxito de Dad's Army, Le Mesurier grabó varias canciones de la época de la Guerra en singles: A Nightingale Sang in Berkeley Square / Hometown (la última con Arthur Lowe) para el sello Warner en 1975, y There Ain't Much Change from a Pound These Days / After All These Years, con Clive Dunn, para KA Records en 1982.
En 1971 trabajó en Doctor at Large. En 1975 Le Mesurier narró Bod, un programa infantil de animación de la BBC. También fue Jacob Marley en una adaptación televisiva de la BBC de A Christmas Carol, en la que Sir Michael Hordern era Ebenezer Scrooge. Durante casi 20 años hasta su fallecimiento en 1983, dio voz al personaje animado de los comerciales televisivos de Homepride Flour y productos relacionados.
En la radio, retomó el papel de Arthur Wilson en It Sticks Out Half a Mile, y fue El Sabio Viejo Pájaro en The Hitchhiker's Guide to the Galaxy (1980) y Bilbo Bolsón en la versión para la emisora de radio BBC de El Señor de los Anillos (1981).
Además, Le Mesurier hizo una actuación corta pero clave en la adaptación por Granada Televisión en 1981 de Retorno a Brideshead, y fue artista invitado en episodios de la serie de humor The Goodies y de Doctor in the House.

## Vida privada
Le Mesurier se casó en tres ocasiones, siendo sus esposas las actrices:-
1. June Melville (1939–1947).
2. Hattie Jacques (1949–1965): dos hijos, Kim y Robin[2]
3. Joan Malin (1965–1983)

Cuando su segunda esposa, Hattie Jacques, le dejó por un hombre más joven, Le Mesurier permitió que la prensa le diera a él la culpa de la rotura a fin de salvar la imagen pública de la actriz. Al principio de su tercer matrimonio, su amistad con el humorista Tony Hancock se vio en peligro cuando su esposa le dejó por Hancock, aunque volvió un año después. 
En su vida privada, el actor era un gran bebedor. Hacia el final de Dad's Army, siguiendo consejo médico dejó el alcohol, pero enfermó gravemente y perdió mucho peso. Más adelante volvió a beber y, según sus amistades, recuperó la alegría de vivir. Falleció en Ramsgate, Inglaterra, a causa de una hemorragia digestiva, complicación de una cirrosis hepática, el 15 de noviembre de 1983, a los 71 años de edad. Fue enterrado en la Iglesia de St. George the Martyr, en Ramsgate.

## Filmografía
| - Death in the Hand (1948) - Escape from Broadmoor (1948) - Mother Riley's New Venture (1949) - A Matter of Murder (1949) - Dark Interval (1950) - The Small Miracle (1951) - Blind Man's Bluff (1952) - Mother Riley Meets the Vampire (1952) - The Pleasure Garden (1953) - The Drayton Case (1953) - The Blue Parrot (1953) - Black 13 (1953) - Dangerous Cargo (1954) - Beautiful Stranger (1954) - Stranger from Venus (1954) - Police Dog (1955) - Josephine and Men (1955) - A Time to Kill (1955) - Private's Progress (1956) - La batalla del Río de la Plata (1956) - The Baby and the Battleship (1956) - Brothers in Law (1957) - The Good Companions (1957) - The Admirable Crichton (1957) - These Dangerous Years (1957) - High Flight (1957) - Happy is the Bride (1958) - Gideon's Day (1958) - The Man Who Wouldn't Talk (1958) - Law and Disorder (1958) - Another Time, Another Place (Brumas de inquietud) (1958) - The Moonraker (1958) - Blind Spot (1958) - Blood of the Vampire (1958) - Man with a Gun (1958) - I was Monty's Double (1958) - Our Man in Havana (1959) - The Captain's Table (1959) - Operation Amsterdam (1959) - Ben-Hur (1959) - The Lady Is a Square (1959) - Jack the Ripper (1959) - The Wreck of the Mary Deare (1959) - Desert Mice (1959) - Follow a Star (1959) - Too Many Crooks (1959) - Carlton-Browne of the F.O. (1959) - The Hound of the Baskervilles (1959) - I'm All Right Jack (1959) - School for Scoundrels (1960) - The Day They Robbed the Bank of England (1960) - Never Let Go (1960) - Doctor in Love (1960) - The Bulldog Breed (1960) - The Pure Hell of St Trinian's (1960) - A Touch of Larceny (1960) - Let's Get Married (1960) - Dead Lucky (1960) - On the Fiddle (1961) - The Night We Got the Bird (1961) - Five Golden Hours (1961) | - Mr. Topaze (1961) - Don't Bother to Knock (1961) - Invasion Quartet (1961) - The Rebel (1961) - Very Important Person (1961) - The Waltz of the Toreadors (1962) - Go to Blazes (1962) - We Joined the Navy (1962) - Hair of the Dog (1962) - Only Two Can Play (1962) - Village of Daughters (1962) - Waltz of the Toreadors (1962) - Mrs. Gibbons' Boys (1962) - Jigsaw (1962) - The Main Attraction (1962) - The Punch and Judy Man (1963) - The Wrong Arm of the Law (1963) - The Mouse on the Moon (1963) - In the Cool of the Day (1963) - La Pantera Rosa (1963) - The Moon-Spinners (1964) - Hot Enough for June (1964) - Never Put it in Writing (1964) - War-Gods of the Deep (1965) - Where the Spies Are (1965) - The Early Bird (1965) - Masquerade (1965) - Those Magnificent Men in their Flying Machines (1965) - The Liquidator (1965) - The Sandwich Man (1966) - Our Man in Marrakesh (1966) - The Wrong Box (1966) - Finders Keepers (1966) - Eye of the Devil (1966) - Vingt-cinquième heure, La (1967) - Cuckoo Patrol (1967) - Casino Royale (1967) - Mister Ten Per Cent (1967) - Salt and Pepper (1968) - Un trabajo en Italia (1969) - Midas Run (1969) - The Magic Christian (1969) - Doctor in Trouble (1970) - On a Clear Day You Can See Forever (1970) - A Class by Himself (1971) - Dad's Army (1971) - Au Pair Girls (1972) - The Alf Garnett Saga (1972) - Confessions of a Window Cleaner (1974) - Brief Encounter (1974) - Three for All (1975) - The Adventure of Sherlock Holmes' Smarter Brother (1975) - La bestia del reino (Jabberwocky), de Terry Gilliam (1977) - What's Up Nurse! (1977) - Stand Up, Virgin Soldiers (1977) - Rosie Dixon - Night Nurse (1978) - Who Is Killing the Great Chefs of Europe? (1978) - Unidentified Flying Oddball (1979) - The Fiendish Plot of Dr. Fu Manchu (1980) - Late Flowering Love (1981) - The Passionate Pilgrim (1984) |

## Papeles televisivos
| Año         | Título               | Papel                  |  |
| ----------- | -------------------- | ---------------------- |  |
| 1968 a 1977 | Dad's Army           | Sargento Arthur Wilson |  |
| 1981        | Retorno a Brideshead | Padre Mowbray          |  |